# Sliver: The Best of the Box
Sliver: The Best of the Box is een verzamelalbum van de Amerikaanse grungeband Nirvana. Het album werd uitgebracht in november 2005 en bevat heel wat grote hits van de band, zoals "Smells Like Teen Spirit", "Come as You Are" en "All Apologies". Daarnaast zijn er ook enkele nooit eerder uitgebrachte tracks aan toegevoegd.
Het album bestaat uit 22 tracks en duurt 74:34 minuten, een mix van live-opnamen en studio-opnamen.

## Nummers
1. "Spank Thru" (december 1985: Fecal Matter demo) – 3:45
2. "Heartbreaker" (maart 1987: show in Raymond, Washington) – 2:59
3. "Mrs. Butterworth" (zomer 1987: demo van de band) – 4:05
4. "Floyd the Barber" (23 januari 1988: show in Tacoma, WA) – 2:33
5. "Clean Up Before She Comes" (1988: home demo) – 3:12
6. "About a Girl" (1988: home demo) – 2:44
7. "Blandest" (6 juni 1988: studiosessie in Seattle, WA. produced door Jack Endino) – 3:56
8. "Ain't It a Shame" (augustus 1989: studiosessie in Seattle, WA) – 2:02
9. "Sappy" (januari 1990: studiosessie in Seattle, WA. produced door Jack Endino) – 3:33
10. "Opinion" (25 september 1990: KAOS radio show) – 1:35
11. "Lithium" (25 september 1990: KAOS radio show) – 1:49
12. "Sliver" (1990: home demo) – 2:10
13. "Smells Like Teen Spirit" (maart 1991: boombox demo) – 5:40
14. "Come as You Are" (maart 1991: boombox demo) – 4:10
15. "Old Age" (mei 1991: studiosessie voor Nevermind) – 4:21
16. "Oh, the Guilt" (april 1992: studiosessie in Seattle, WA) – 3:25
17. "Rape Me" (mei 1991: solo akoestische home demo) – 3:23
18. "Rape Me" (oktober 1992: studiosessie in Seattle, WA) – 3:03
19. "Heart-Shaped Box" (januari 1993: studiosessie in Rio de Janeiro, Brazilië) – 5:32
20. "Do Re Mi" (1994 boombox demo solo acoustic) – 4:24
21. "You Know You're Right" (1994 boombox demo solo acoustic) – 2:30
22. "All Apologies" (undated boombox demo solo acoustic, circa 1992) – 3:33